# Viscosia nijhoffi
Viscosia nijhoffi är en rundmaskart. Viscosia nijhoffi ingår i släktet Viscosia, och familjen Oncholaimidae. Arten är reproducerande i Sverige.